# حقوق الإنسان في جمهورية التشيك
تعتبر حقوق الإنسان في الجمهورية التشيكية بشكل عام كافية، مع وجود بعض القضايا العالقة. في السنوات الأخيرة، خطت الجمهورية التشيكية خطوات كبيرة في دعم وحماية حقوق الإنسان للأفراد. باعتبارها دولة عضو في المنظمات الدولية مثل الأمم المتحدة والاتحاد الأوروبي، فهي من الدول الموقعة على العديد من المعاهدات التي تتطلب من الدولة ضمان حقوق الإنسان. على الرغم من ذلك، لا تزال هناك قضايا حقوق الإنسان عالقة، والتي تشمل العنف ضد المرأة والتمييز ضد الفئات الضعيفة مثل شعب الروما وأعضاء مجتمع غير المطابقين للنوع الاجتماعي.

## الخلفية
اعتمد الدستور التشيكي في عام 1993 بعد انفصال البلاد عن سلوفاكيا. وهو الإطار الأساسي الذي يضمن الحرية وحقوق الإنسان في الجمهورية التشيكية. وتشمل هذه حرية التعبير والتجمع وتكوين الجمعيات. والدستور واضح بشكل خاص في حظره للتمييز من خلال الميثاق التشيكي للحقوق والحريات الأساسية، وهو قسم من الميثاق يحدد مفهوم المساواة. التمييز على أساس الجنس محظور في المادة 3(1)، التي تضمن حقوق وحريات الجميع بغض النظر عن الجنس. إن الالتزام بالمساواة هو أيضًا جزء من انضمام التشيك إلى الاتحاد الأوروبي. بحلول عام 2010، حافظت البلاد على مكانة بارزة في المراجعة الدورية الشاملة لمجلس حقوق الإنسان التابع للأمم المتحدة.

## العنصرية

### روما
لدى جمهورية التشيك تاريخ من التمييز ضد شعب الروما. ومن عام 1993 إلى عام 2017، اتبعت سياسة فصل أطفال الروما في المدارس التشيكية، وخاصة أولئك الذين يعانون من إعاقات عقلية خفيفة. خلال هذه الفترة، أفيد أن البلاد قد انتهكت المعيار الدولي للمساواة العرقية لهذه الأقلية بطريقة قانونية من الناحية الفنية. وهنا يرتكب ممارسات قانونية خفية تقوض حقوق الإنسان والمساواة.
بعد الغزو الروسي لأوكرانيا، سجلت جمهورية التشيك ثالث أكبر عدد من اللاجئين الأوكرانيين في الاتحاد الأوروبي. وبحلول أكتوبر 2022، وصل هذا العدد إلى 453,725 شخصًا ومازال في ازدياد. وكان من بين اللاجئين أشخاص ينتمون إلى جماعة الروما العرقية. وبحسب منظمة العفو الدولية، تعرض المئات من هؤلاء للتمييز، بما في ذلك التصريحات التمييزية الصادرة عن مكتب المدافع العام عن الحقوق. ويُزعم أنهم أجبروا على الانتظار لفترة أطول من غيرهم. كما وردت تقارير عن حرمان الغجر من المساعدة لعدة أسابيع، وفصلهم عن اللاجئين الآخرين، وإجبارهم على العيش في ظروف دون المستوى المطلوب.

### النساء والأطفال
يضمن الإطار القانوني التشيكي حقوق المرأة، والتي تشمل حرية المشاركة في العملية السياسية. ولكن تبين أن مشاركة المرأة في الهيئات المنتخبة لا تزال منخفضة مقارنة بمشاركة الرجل. أشار الخبراء الذين استشهدت بهم الأمم المتحدة إلى أن الأنماط الهيكلية داخل المجتمع التشيكي لا تحدد وضع المرأة فحسب، بل قد تعيقه أيضًا.
ويظل العنف ضد المرأة التشيكية أيضاً قضية هامة في مجال حقوق الإنسان. في عام 2021، أفاد المعهد الأوروبي للمساواة بين الجنسين (EIGE) أن 44% من النساء تعرضن للتحرش في السنوات الخمس الماضية وحوالي 25% من اللاتي أبلغن عن اعتداء جسدي أو جنسي تعرضن له في المنزل. ذكرت وزارة الخارجية الأمريكية أن هناك مراقبين أفادوا بأن بعض نساء الروما واجهن عوائق في الوصول إلى الرعاية الصحية والرعاية الصحية الإنجابية.
ويلاحظ أيضًا أن غالبية اللاجئين الأوكرانيين هم من النساء والأطفال، ويشكلون 47% و33% من إجمالي اللاجئين، على التوالي. ومن خلال سياسة الاتحاد الأوروبي، التزمت جمهورية التشيك بتمديد وضع الحماية المؤقتة حتى عودة اللاجئين إلى أوكرانيا. على الرغم من أن غالبية السكان التشيكيين يدعمون استضافة اللاجئين، إلا أن وضع الحماية هذا يستلزم تخفيض المساعدات المالية. كما أشارت مفوضية الأمم المتحدة السامية لحقوق الإنسان إلى أنه، كما هو الحال في حالات اللجوء الأخرى، فإن النساء الهاربات إلى جمهورية التشيك أكثر عرضة لخطر الصعوبات مثل الاستغلال وسوء المعاملة.
سلط الضوء على انتهاك حقوق الطفل في جمهورية التشيك في عام 2017 عندما قدمت لجنة الحقوقيين الدولية (ICJ) شكوى ضد الدولة أمام مجلس اللجنة الأوروبية للحقوق الاجتماعية. وذكرت الشكوى أن جمهورية التشيك تنتهك حقوق الأطفال دون سن 15 عامًا، والذين يواجهون إجراءات في نظام قضاء الأطفال. ووجدت اللجنة أن جمهورية التشيك انتهكت حقوق الطفل بسبب فشلها في توفير الحماية للأطفال بموجب المادة 17 من الميثاق الاجتماعي الأوروبي لعام 1961.

### مجتمع غير المطابقين للنوع الاجتماعي
أبلغت المنظمات غير الحكومية عن حوادث مضايقة ورهاب المثلية في جمهورية التشيك. بحلول عام 2022، كان هناك ارتفاع طفيف في حالات جرائم الكراهية المبلغ عنها، والتي شملت الاعتداءات اللفظية والجسدية. في أغسطس من نفس العام، تعطلت مسيرة الفخر في براغ بسبب تهديد مجهول بوجود قنبلة. كما قام المتظاهرون الذين كانوا يرددون شعارات معادية للمثليين بتعطيل مسيرة الفخر في براغ في العام التالي.

## انتهاكات الدولة
في عام 2021، وجدت أمينة المظالم التي تحقق في وفاة رجل من الروما أن قوات الأمن ارتكبت عدة انتهاكات في معاملة الضحية، بما في ذلك تأخر الاستجابات التي كان من الممكن أن توفر الرعاية الطبية المناسبة. وأشار تقرير صادر عن وزارة الخارجية الأمريكية في نفس العام إلى أنه لم يبلغ عن حالات تعذيب واختفاء قسري في جمهورية التشيك. كما أن الإفلات من العقاب لا يمثل مشكلة كبيرة بالنسبة للبلاد.
وتشمل التحديات التي تواجه البيروقراطية والتي تؤثر على حقوق الإنسان الفساد. على سبيل المثال، أُدين إيفان إليشر، قاضي المحكمة العليا في براغ، بقبول رشاوى مقابل تخفيف الأحكام في محاكمات المخدرات وزيادة العقوبات بدافع الانتقام. تشمل المشكلات الأخرى الاستخدام غير المصرح به لقواعد البيانات الحكومية للبحث عن معلومات مهينة بالإضافة إلى تسرب المعلومات مقابل المدفوعات.